# Кінзанг Лхамо
Кінзанг Лхамо (дзонґ-ке ཀིན་བཟང་ལྷ་མོ།, 15 червня 1998) — бутанська легкоатлетка, яка спеціалізується в марафонському та ультрамарафонському бігу.

## Спортивна кар'єра
Кінзанг Лхамо спеціалізується в ультрамарафонському бігу. Вона посіла друге місце на 5-денному ультрамарафоні у Чамхарі в Бумтангу через Гімалаї «Snowman Race 2022». Того ж року вона фінішувала другою на коронаційному марафоні в Паро.
У 2023 році Лхамо виграла Бутанський міжнародний марафон. Наступного року вона втримала свій титул на Х Бутанському міжнародному марафоні в Пунакхі, та встановила свій особистий рекорд — 3 години 26 хвилин.
У 2024 році Лхамо отримала універсальне місце для Бутану на змаганнях з марафону на Олімпійських іграх у Парижі 2024 року. Це стало її першим змаганням за межами Бутану. Готуючись до змагань, Лхамо тренувалася в Тхімпху за сприяння Федерації легкої атлетики Бутану. Вона завершила дистанцію на 80-му місці з часом 3:52:59; і незважаючи на те, що вона посіла останнє місце, вона отримала бурхливі овації від глядачів, які підтримували її рішучість закінчити дистанцію.

## Особисте життя
Кінзанг Лхамо родом із Трашіганга, та є солдатом Королівської бутанської армії в частині, дислокованій в дзонгхагу Хаа на заході країни.